# Filmes de 1953 da Republic Pictures

## Introdução
Em 1953, a Republic Pictures lançou 30 produções.
Commando Cody: Sky Marshal of the Universe, série feita para a TV em doze episódios, acabou exibida inicialmente nos cinemas, como se fosse um seriado. Somente dois anos mais tarde a NBC mostrou-a na tela pequena.
Com El Paso Stampede, Allan Lane, também conhecido como Allan 'Rocky' Lane ou, simplesmente, Rocky Lane, despediu-se do estúdio, após estrelar mais de meia centena de faroestes B, a partir de 1944. Apenas Rex Allen continuava a tradição desse gênero antes popular, agora agonizante. Mas seus dias também estavam contados.
Como parte do acordo celebrado com a Republic para o financiamento do premiado The Quiet Man, John Ford entregou o drama The Sun Shines Bright, um de seus filmes menos lembrados. Ele não voltaria mais a trabalhar com o estúdio.
Crazylegs, drama sobre a vida do atleta de futebol americano Elroy 'Crazylegs' Hirsch recebeu uma solitária indicação ao Oscar. Curiosamente, o filme é estrelado pelo próprio biografado.

## Prêmios Oscar
Vigésima sexta cerimônia, com os filmes exibidos em Los Angeles no ano de 1953.
| Filme     | Indicações    | Premiações |
| --------- | ------------- | ---------- |
| Crazylegs | Melhor Edição | ---        |

## Seriados do ano
| Título original                       | Título PT/BR         | Título PT/PT | Astro      | Diretor         | Episódios | Gênero   |
| ------------------------------------- | -------------------- | ------------ | ---------- | --------------- | --------- | -------- |
| Canadian Mounties vs. Atomic Invaders | Invasores Diabólicos |              | Bill Henry | Franklin Adreon | 12        | Aventura |
| Jungle Drums of Africa                | Tambores Feiticeiros |              | Clay Moore | Fred C. Brannon | 12        | Aventura |

## Filmes do ano
| Título original          | Título PT/BR              | Título PT/PT             | Astros                                | Diretor           | Gênero   |
| ------------------------ | ------------------------- | ------------------------ | ------------------------------------- | ----------------- | -------- |
| Bandits of the West      | Aventuras no Oeste        |                          | Allan Lane, Eddy Waller               | Harry Keller      | Faroeste |
| Champ for a Day          |                           |                          | Alex Nicol, Audrey Totter             | William A. Seiter | Policial |
| City That Never Sleeps   | A Cidade Que Não Dorme    | A Cidade Que Nunca Dorme | Gig Young, Mala Powers                | John H. Auer      | Policial |
| Crazylegs                |                           |                          | Elroy 'Crazylegs' Hirsch, Lloyd Nolan | Francis D. Lyon   | Drama    |
| Down Laredo Way          | O Salto da Morte          |                          | Rex Allen, Slim Pickens               | William Witney    | Faroeste |
| El Paso Stampede         | Na Pista dos Criminosos   |                          | Allan Lane, Eddy Waller               | Harry Keller      | Faroeste |
| Fair Wind to Java        | A Escuna do Diabo         | Vento do Oriente         | Fred MacMurray, Vera Ralston          | Joseph Kane       | Aventura |
| Iron Mountain Trail      | Caminho do Terror         |                          | Rex Allen, Slim Pickens               | William Witney    | Faroeste |
| The Lady Wants Mink      |                           | Ela Quer um Vison        | Dennis O'Keefe, Ruth Hussey           | William A. Seiter | Comédia  |
| Marshal of Cedar Rock    | Caçada Sinistra           |                          | Allan Lane, Eddy Waller               | Harry Keller      | Faroeste |
| Old Overland Trail       | Flecha Ligeira            |                          | Rex Allen, Slim Pickens               | William Witney    | Faroeste |
| A Perilous Trail         | O Manto da Perdição       |                          | Vera Ralston, David Brian             | R. G. Springsteen | Aventura |
| Red River Shore          | Ligeiro no Gatilho        |                          | Rex Allen, Slim Pickens               | Harry Keller      | Faroeste |
| Ride the Man Down        | Marcado para Morrer       |                          | Brian Donlevy, Rod Cameron            | Joseph Kane       | Faroeste |
| San Antone               | A Bandeira da Desordem    |                          | Rod Cameron, Arleen Whelan            | Joseph Kane       | Faroeste |
| Savage Frontier          | Terra de Malfeitores      |                          | Allan Lane, Eddy Waller               | Harry Keller      | Faroeste |
| Shadows of Tombstone     | O Vale do Medo            |                          | Rex Allen, Slim Pickens               | William Witney    | Faroeste |
| The Sun Shines Bright    | O Sol Brilha na Imensidão | O Sol Nasce para Todos   | Charles Winninger, Arleen Whelan      | John Ford         | Drama    |
| Sweethearts on Parade    |                           |                          | Ray Middleton, Lucille Norman         | Allan Dwan        | Drama    |
| Trent's Last Case (1953) | A Dama de Negro           | O Último Caso de Trent   | Margaret Lockwood, Michael Wilding    | Herbert Wilcox    | Mistério |
| Woman They Almost Lynch  | A Renegada                |                          | John Lund, Brian Donlevy              | Allan Dwan        | Faroeste |

## Outros
| Título                                     | Título PT/BR  | Direção                 | Elenco                          | Duração                   | Gênero            |
| ------------------------------------------ | ------------- | ----------------------- | ------------------------------- | ------------------------- | ----------------- |
| Commando Cody, Sky Marshal of the Universe | Commando Cody | Fred C. Brannon et alli | Judd Holdren                    | 26,5 minutos por episódio | Ficção Científica |
| Fights -- Marciano vs. LaStarza            | --            | --                      | Rocky Marciano, Roland LaStarza | 20 minutos                | Documentário      |
| This World of Ours -- Ceylon               | --            | Carl Dudley             | --                              | 9 minutos                 | Turismo           |
| This World of Ours -- City of Destiny      | --            | Carl Dudley             | --                              | 9 minutos                 | Turismo           |
| This World of Ours -- Germany              | --            | Carl Dudley             | --                              | 9 minutos                 | Turismo           |
| This World of Ours -- Japan                | --            | Carl Dudley             | --                              | 9 minutos                 | Turismo           |
| This World of Ours -- Singapore            | --            | Carl Dudley             | --                              | 9 minutos                 | Turismo           |